# Tige-boucle

Structure en tige et boucle formée par une séquence répétée inversée sur l'ARN.

Une tige-boucle (ou "structure en tige et boucle"), également connue sous le nom de structure en épingle à cheveux, est une structure intramoléculaire qui se forme sur un brin d'acide nucléique. On les trouve principalement dans l'ARN, qui existe principalement sous forme simple-brin dans les cellules. Elle se forme lorsque deux régions de la même molécule contenant des séquences répétées inversées de bases complémentaires s'apparient pour former localement une structure en double hélice. Par exemple, si l'ARN contient les deux séquences suivantes : --GUGCCACG----CGUGGCAC--, celles-ci forment un motif répété inversé, les nucléotides du second segment étant les complémentaires de ceux du premier, après inversion de leur sens de lecture. Ces deux segments peuvent donc s'apparier de manière antiparallèle pour former une région localement en double-hélice. La région entre les deux segments forme alors une boucle reliant les deux brins de l'hélice. Ce type de structure est un élément clé de nombreuses structures secondaires d'ARN.

## Formation et stabilité
La formation d'une tige-boucle est dépendante de la stabilité des appariements de la tige et de la nature de la boucle qu'elle contient, ainsi que des conditions physico-chimiques. La stabilité de cette hélice est déterminée par sa longueur, la nature des empilements de bases et la présence d'éventuelles irrégularités structurales dans l'hélice (mésappariements, hernies). La présence de sels, et en particulier d'ions divalents comme le magnésium (Mg2+) stabilise ces structures, l'élévation de température provoque leur fusion. Il est possible de prédire la stabilité des structures en tige-boucle au moyen de règles thermodynamiques basées sur l'analyse empirique d'un grand nombre de duplex d'ARN.
La nature de la boucle est également importante. Les « boucles » qui ont moins de trois bases de long sont trop contraintes stériquement et sont instables. Les grandes boucles sans structure secondaire propre sont également défavorisées. Les longueurs optimales pour les boucles sont comprises entre 5 et 8 bases. Certaines boucles de quatre nucléotides échappent à cette règle, elles correspondent à des motifs particuliers appelés tétraboucles ou tetraloop. C'est le cas des séquences UUCG ou GAAA qui sont particulièrement stables grâce à des interactions d'empilements de bases composant ses nucléotides et à des appariements non-canoniques.

## Contextes structurels

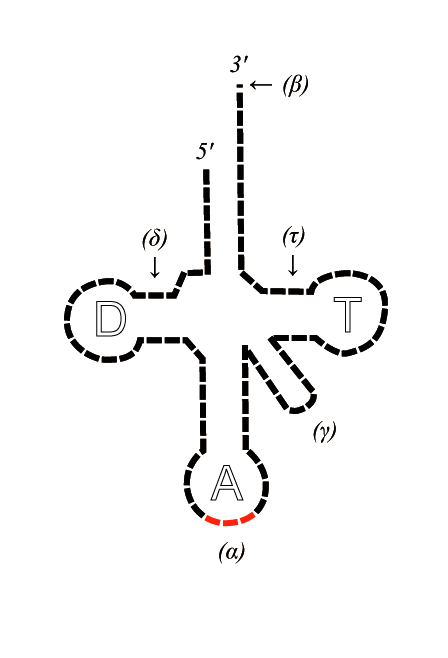
Schéma de l'ARN_{t} :
α, anti-codon (3 nucléotides) ;
β, site de fixation de l'acide aminé ;
γ, boucle variable ;
δ, branche D ;
τ, branche T ;
A, boucle de l'anticodon ;
D, boucle D ;
T, boucle T

Les structures tige-boucle se rencontrent dans les pré-microARN et surtout dans les ARNt qui contiennent trois tiges boucles et une tige qui se réunissent dans une sorte de feuille de trèfle. L'anticodon qui reconnaît un codon au cours du processus de traduction se trouve sur l'une des boucles non appariées dans l'ARNt. Il existe aussi dans cette structure deux pseudonœuds où une portion de boucle fait partie d'une autre tige.

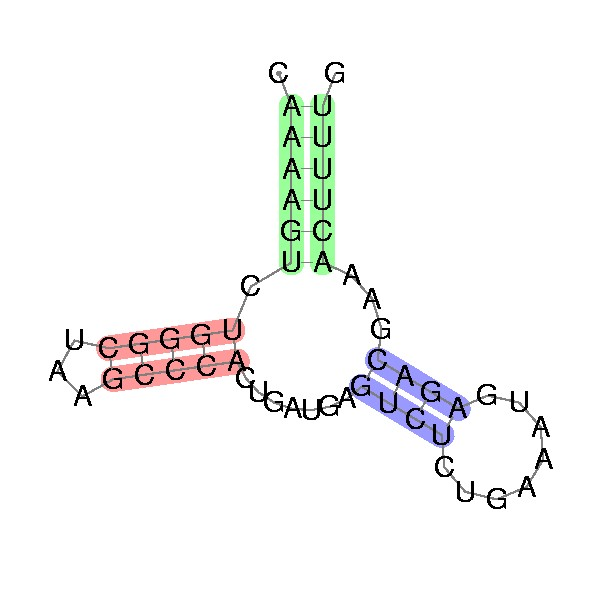
Le ribozyme en tête de marteau de type III

Beaucoup de ribozymes disposent également de structures en tige-boucle. Le ribozyme en tête de marteau auto-clivant contient trois tiges-boucles qui se réunissent dans une région centrale non apparié où se trouve le site de clivage. Cette structure secondaire est nécessaire pour l'auto-clivage.
Les structures en tige-boucle sont également importantes dans les terminaisons de transcription intrinsèque (ou rho indépendantes) des procaryotes. La forme de la boucle d'un brin d'ARNm oblige, lors de la transcription, l'ARN polymérase à effectuer une pause, ce qui favorise la dissociation du brin d'ADN matrice. Ce processus est connu sous le nom de terminaison de transcription intrinsèque et les séquences d'ARN impliquées sont appelées séquences terminatrices.